# 四川省革命伤残军人休养院
四川省革命伤残军人休养院位于中華人民共和國四川省成都市新都区新繁街道，與四川省第一退役军人医院、四川荣军博物馆為一套班子、三块牌子，隶属于四川省退役军人事务厅。占地342亩，建筑面积2.8万平方米。該醫院收治负伤致残的特、一等伤残军人2800多名，其中朝鮮戰爭傷殘老兵约2200人。

## 历史沿革

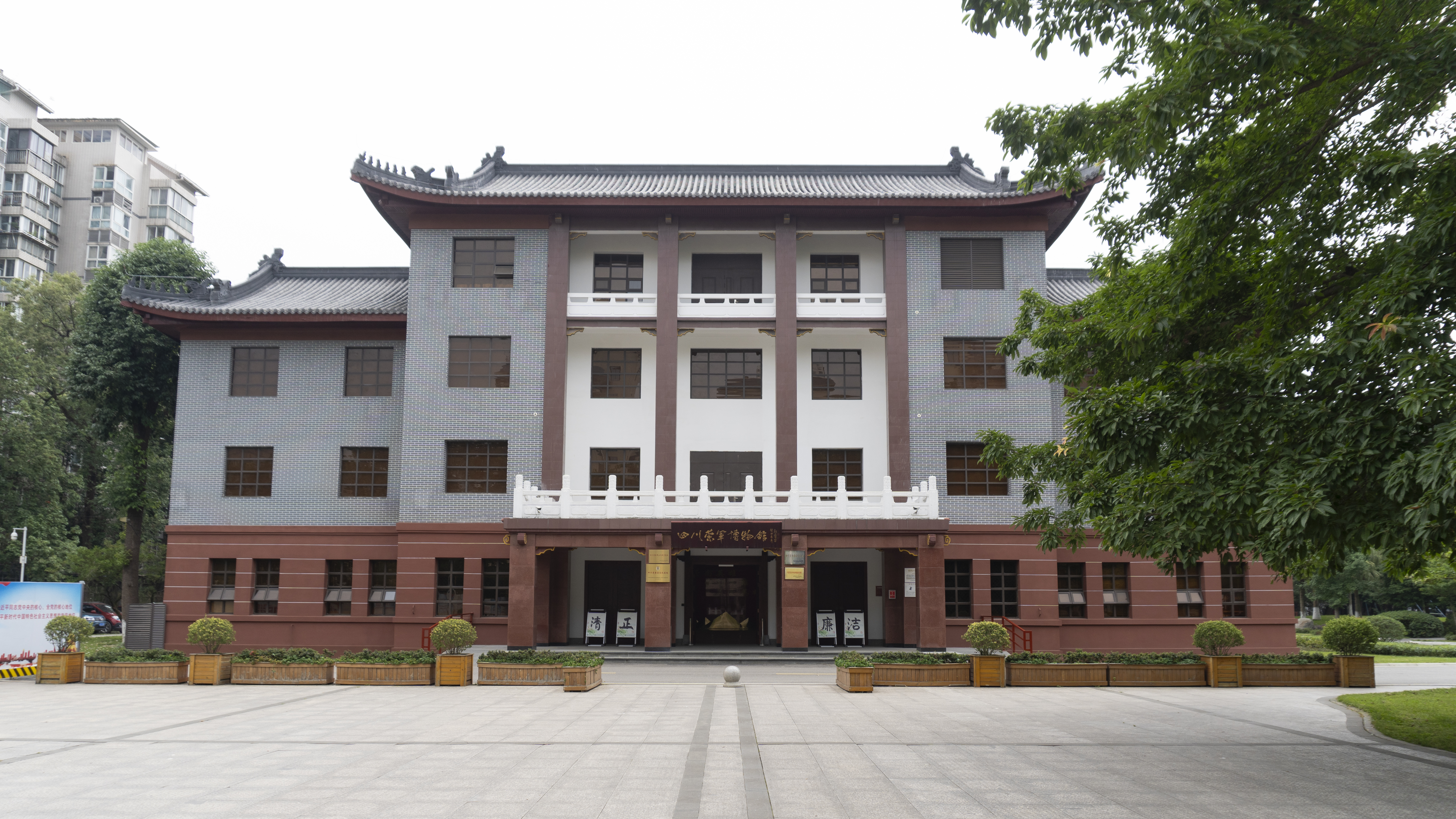
四川省革命伤残军人休养院内的四川荣军博物馆，原荣校大礼堂，建于1951年至1953年

1950年11月，川西人民行政公署民政厅革命荣誉军人学校（川西荣校）成立。當時位於成都市观音桥，並在温江、绵阳各设一分校。1951年9月迁至新繁龙藏寺。1952年9月，更名为四川省第一革命残疾军人速成中学（荣一中）。
1953年2月,四川省民政厅在重庆市北碚区设立四川省革命残废军人教养院。1954年4月1日，四川省民政厅在合川县沙溪镇建立四川省第二革命残疾军人教养院。1956年8月20日，四川省第二革命残疾军人教养院併入四川省革命残废军人教养院，同時四川省革命残废军人教养院迁至新繁龙藏寺。1963年10月更名为四川省革命残疾军人休养院。1991年，四川省革命残疾军人休养院更名为四川省革命伤残军人休养院。
1951年3月15日，中国人民解放军川北军区附属休养所在四川省蓬安县成立。1952年8月1日，休养所转移到南充专区。1952年8月28日，中国人民解放军川北军区附属休养所与达县、遂宁军分区的陆军医院合并，成立南充专区慢性病疗养院。1953年12月1日，南充专区慢性病疗养院交由四川省卫生厅领导，並更名为四川省卫生厅第五康复医院，主要收治朝鮮戰爭的部队伤病员。1954年4月,该院交由四川省民政厅管理。後又以四川省卫生厅第五康复医院为主体，从第一、二、四、六康复医院抽调部分人员，组建四川省革命残废军人学校医院，1955年4月1日交由民政厅荣军总校管理，后迁往新繁龙藏寺。9月，四川省第一革命残疾军人速成中学卫生所并入该医院。1959年4月1日，四川省革命残废军人学校医院更名为四川省革命残废军人医院。1962年8月21日，四川省革命残废军人医院併入四川省革命残疾军人休养院合并,对外仍挂两块牌子。四川省革命残废军人医院几经更名後，於1991年更名为四川省革命伤残军人医院，与四川省革命伤残军人休养院实行一个机构两块牌子的管理体制，隶属四川省民政厅。1990年前，医院主要为休养院的伤残军人服务。1990年医院设立对外门诊部，開始为社会病人服務。2000年12月20日，医院被评为国家二级乙等综合医院。
四川省革命伤残军人休养院建院不久便成立伤残军人课余演出队。1958年5月，课余演出队赴北京演出，受到周恩来、朱德、彭德怀等人接见。不久休养院在课余演出队的基础上成立老战士宣讲团。2020年10月21日，习近平回信给四川省革命伤残军人休养院的全體人員。